# Pablo Marrochi
Pablo Miguel Marrochi (Montevideo, 13 settembre 1986) è un pallamanista uruguaiano naturalizzato italiano, centrale o terzino sinistro della Junior Fasano.

## Palmares

### Competizioni nazionali
- Campionato italiano di pallamano maschile: 3

2009-10, 2010-11, 2024-25
- Coppa Italia (pallamano maschile): 3

2008-09, 2009-10, 2010-11
- Supercoppa italiana (pallamano maschile): 3

2009, 2011, 2022
- Handball Trophy (pallamano maschile): 2

2008-09, 2009-10
- Coppa di Lussemburgo: 1

2014-15

### Individuale
- FIGH Awards:

Miglior giocatore di Serie A 2020
Miglior giocatore di Serie A 2023